# Country (álbum)
Country es un álbum recopilatorio de la cantante canadiense Anne Murray. Fue publicado en agosto de 1974 a través de Capitol Records.

## Contenido
El álbum incluye material de Anne Murray de sus álbumes de estudio lanzados por Capitol Records, excluyendo su álbum monónimo de 1972, Annie; y su álbum colaborativo con Glen Campbell de 1972. Country incluye cuatro sencillos que se posicionaron en el puesto número uno en la lista canadiense Country Playlist de RPM: «Snowbird», «A Stranger in My Place», «Cotton Jenny» y «Danny's Song». El álbum también incluye dos canciones que no se lanzaron sencillos.

## Recepción de la crítica
Un escritor no especificado de Record World le otorgó el certificado de “Hit of the Week”, y lo escribió: “Aunque el álbum se titula Country, Murray también ha tenido un fuerte impacto en el mercado pop, con ventas que seguramente emanarán de ambas áreas”. Un escritor no especificado de la revista Cash Box declaró: “Su entrega vocal es suave y tiene una dulzura característica que coloca su estilizada identidad musical en una clase por sí sola”.

## Lista de canciones
| Lado uno |                          |                        |                                   |          |  |
| N.º      | Título                   | Escritor(es)           | Lanzamiento original              | Duración |  |
| 1.       | «He Thinks I Still Care» | Dickey Lee Lipscomb    | Danny's Song, 1973                | 2:48     |  |
| 2.       | «Cotton Jenny»           | Gordon Lightfoot       | Talk It Over in the Morning, 1971 | 2:57     |  |
| 3.       | «Break My Mind»          | John D. Loudermilk     | Honey, Wheat and Laughter, 1970   | 2:43     |  |
| 4.       | «A Stranger in My Place» | Kenny Rogers Kin Vassy | Straight, Clean and Simple, 1971  | 2:52     |  |
| 5.       | «Snowbird»               | Gene MacLellan         | This Way Is My Way, 1969          | 2:08     |  |

| Lado dos |                             |                |                                 |          |  |
| N.º      | Título                      | Escritor(es)   | Lanzamiento original            | Duración |  |
| 1.       | «Son of a Rotten Gambler»   | Chip Taylor    | Love Song, 1974                 | 3:06     |  |
| 2.       | «Danny's Song»              | Kenny Loggins  | Danny's Song, 1973              | 3:06     |  |
| 3.       | «What About Me»             | Scott McKenzie | Danny's Song, 1973              | 2:34     |  |
| 4.       | «Bidin' My Time»            | MacLellan      | This Way Is My Way, 1969        | 2:32     |  |
| 5.       | «Put Your Hand in the Hand» | MacLellan      | Honey, Wheat and Laughter, 1970 | 4:15     |  |

## Créditos y personal
Créditos adaptados desde las notas de álbum de Country.
Personal técnico
- Brian Ahern – productor, arreglos
- Rick Wilkins – conductor
- Paul White – productor ejecutivo
- Balmur Ltd. – diseño
- Typesettra Ltd. – tipografía
- Carolyn Smith – ilustración

## Posicionamiento
| Gráfica (1974)                             | Pico de posición |
| ------------------------------------------ | ---------------- |
| Canadá (RPM Top Albums)                    | 12               |
| Estados Unidos (Billboard Top LPs & Tape)  | 32               |
| Estados Unidos (Billboard Hot Country LPs) | 6                |

## Certificaciones y ventas
| País                                                     | Certificación | Ventas   |
| -------------------------------------------------------- | ------------- | -------- |
| Estados Unidos (RIAA)                                    | Oro           | 500 000* |
| *cifras de ventas basadas únicamente en la certificación |               |          |